# Johann Bast
Johann „John“ Bast (* 31. Dezember 1812 in Essingen; † 10. April 1880 in Cincinnati) war ein deutsch-amerikanischer Architekt und Funktionär in Cincinnati.

## Leben
Bast war Sohn eines Baumeisters und besuchte selbst die Gewerbeschule in Landau in der Pfalz, wo er sich im Schwerpunkt dem Baufach widmete, und trat dann als Zimmermann in das väterliche Gewerbe ein. Beim Hambacher Fest war er zugegen als einer der Handwerker, die patriotische Lieder sangen. Nachdem Feldmarschall Carl Philipp von Wrede die Pfalz mit Militär besetzen ließ, dort die polizeilichen Maßnahmen verschärft wurden, wurde auch sein Vater für einige Zeit inhaftiert. Die Beteiligung Johann Basts an einem Übergriff von Bauern und Gesellen auf Soldaten blieb unaufgeklärt. Mehrere Beteiligte flohen nach Frankreich und die Vereinigten Staaten, deren Briefinhalte auch Johann Bast zur Auswanderung bewegten.
Am 4. Dezember 1837 ließ er sich in Cincinnati nieder. Dort stieß er auf den deutsch-amerikanischen Architekten Heinrich Walter, dem er eine Treppe baute. Walter und sein Baumeister Cameron waren so angetan von Basts handwerklicher Leistung, dass Walter ihn fest anstellte und nach und nach mehr in die Planung involvierte. Nachdem der Architekt Wilson für den Bau des damals höchsten Turmes der Stadt an der Ecke Main Street / Forth Street ausgefallen war, übernahm Bast die Bauausführung anhand von Wilsons Bildzeichnung. Es folgten weitere Bauausführungen. Nachdem die Ausführung für das Gerichtsgebäudes anhand der Pläne des Architekten Isaiah Rogers (Isaiah Rogers, Son & Co.) scheiterten und eines zweiten Entwurfs von Walter und Wilson, der aber auf den bereits errichteten Fundamenten nicht realisierbar war, wurde Bast die Oberbauleitung als ausführender Architekt und die Funktion des Werkmeisters übertragen. Um das Gebäude auf den bereits gesetzten Fundamenten bauen zu können, veränderte er die Pläne geringfügig und ließ insbesondere die geplante Kuppel weg. Es folgten Brückenbauten, die Bast entwerfen und dann als selbstständiger Architekt und Baumeister ausführen durfte. 
Bast war gesellschaftlich einer der angesehensten und allgemein beliebtesten Bürger der Stadt Cincinnati. Er war in zahlreichen Organisationen aktiv. Unter anderem war er Mitbegründer der deutschen katholischen St. Josephs-Gemeinde, des 1843 gegründeten „Deutschen demokratischen Vereins von Hamilton County“ und des „Deutschen Pionier-Verein von Cincinnati“. Der „Deutschen Gegenseitigen Versicherungs-Gesellschaft von Cincinnati“ trat er kurz nach der Gründung bei und war mehrere Jahre bis zu seinem Tode dort Mitglied des Direktoriums.
Bast war verheiratet mit Anna Barbara Bast, geborene Hoffmann (1815–1884). Aus der Ehe gingen zwei gemeinsame Töchter hervor. Nach seinem Tod wurde sein Leichnam auf dem Saint John Cemetery in Saint Bernard, Hamilton County, Ohio, beigesetzt.

## Bauwerke (Auswahl)
- 1855: County-Gefängnis, Sycamore Street, Cincinnati
- 1859: St. Franciskus-Seraphikus-Kirche, Cincinnati (Superintendent: Johann Bast; Architekt: McLaughlin; im byzantinischen Stil nach einer in Europa vom Franziskaner P. Bertrand gefertigten Vorlage)[2][3]
- 1863: St. Bonifatiuskirche mit Pfarrhaus, Vine Street / Liberty Street, Cumminsville (romanischer Stil; Baumeister: Johann Hermann Sanning)
- 1865: St. Josephskirche, Hamilton (byzantinischer Stil)
- 1867: St. Johanneskirche, Gren Street / Bremen Street, Cincinnati (romanischer Stil)
- 1867: Neuer Turm und Umbau der St. Josephskirche, Linn Street / Laurel Street, Cincinnati
- 1867: Turm der St. Antoniuskirche, Budd Street, Cincinnati
- 1873: Großes Hospital der Schwestern, Betts Street, Cincinnati
- 1874: Deutsche protestantischen Matthäuskirche, Ede Elm Street / Liberty Street, Cincinnati (byzantinischer Stil)
- 1875: Umbau der 3. Deutschen protestantischen Kirche, Walnut Street / Ninth Street, Cincinnati (byzantinischer Stil)
- 1875: County-Armenhausgebäude der County Infirmary, Cincinnati
- 1876: Deutsche protestantische Texas-Kirche (gotischer Stil)
- 1877: Germania Building, Walnut Street / Twelfth Street, Cincinnati (Firmengebäude für Heinrich Rattermann; Fassade im Stil der italienischen Renaissance)[4][5][6]